# Consul (Saskatchewan)
Consul es un pueblo canadiense situado en la provincia de Saskatchewan.

## Superficie
Consul tiene una superficie de 0,7 km².

## Demografía
En 2021, tenía 50 habitantes, una densidad poblacional de 71,6 hab./km², y 36 viviendas.